# Montcalm County
Montcalm County ist ein County im Bundesstaat Michigan der Vereinigten Staaten. Der Verwaltungssitz (County Seat) ist Stanton. Das U.S. Census Bureau hat bei der Volkszählung 2020 eine Einwohnerzahl von 66.614 ermittelt.

## Geographie
Das County liegt etwa südwestlich des geographischen Zentrums der Unteren Halbinsel von Michigan, ist im Westen etwa 70 km vom Michigansee, einem der 5 großen Seen, entfernt und hat eine Fläche von 1967 Quadratkilometern, wovon 34 Quadratkilometer Wasserfläche sind. Es grenzt im Uhrzeigersinn an folgende Countys: Isabella County, Gratiot County, Ionia County, Kent County, Newaygo County und Mecosta County.

## Geschichte
Montcalm County wurde 1831 aus Teilen des Mackinac County und freiem Territorium gebildet. Benannt wurde es nach Louis-Joseph de Montcalm, einem Kommandeur der französischen Armee in Kanada während des Franzosen- und Indianerkriegs bzw. Siebenjährigen Krieges (1756–1763).
Drei Stätten des Countys sind im National Register of Historic Places eingetragen (Stand 27. Januar 2018).

## Demografische Daten
Nach der Volkszählung im Jahr 2000 lebten im Montcalm County 61.266 Menschen in 22.079 Haushalten und 16.183 Familien. Die Bevölkerungsdichte betrug 33 Einwohner pro Quadratkilometer. Ethnisch betrachtet setzte sich die Bevölkerung zusammen aus 94,83 Prozent Weißen, 2,17 Prozent Afroamerikanern, 0,60 Prozent amerikanischen Ureinwohnern, 0,26 Prozent Asiaten, 0,05 Prozent Bewohnern aus dem pazifischen Inselraum und 0,64 Prozent aus anderen ethnischen Gruppen; 1,46 Prozent stammten von zwei oder mehr Ethnien ab. 2,28 Prozent der Bevölkerung waren spanischer oder lateinamerikanischer Abstammung.
Von den 22.079 Haushalten hatten 35,3 Prozent Kinder unter 18 Jahren, die bei ihnen lebten. 58,8 Prozent waren verheiratete, zusammenlebende Paare, 9,7 Prozent waren allein erziehende Mütter und 26,7 Prozent waren keine Familien. 21,9 Prozent waren Singlehaushalte und in 9,2 Prozent lebten Menschen im Alter von 65 Jahren oder darüber. Die Durchschnittshaushaltsgröße betrug 2,65 und die durchschnittliche Familiengröße lag bei 3,07 Personen.
27,1 Prozent der Bevölkerung waren unter 18 Jahre alt. 8,3 Prozent zwischen 18 und 24 Jahre, 30,2 Prozent zwischen 25 und 44 Jahre, 22,3 Prozent zwischen 45 und 64 Jahre und 12,1 Prozent waren 65 Jahre oder älter. Das Durchschnittsalter betrug 36 Jahre. Auf 100 weibliche Personen kamen 105,5 männliche Personen. Auf 100 Frauen im Alter von 18 Jahren und darüber kamen statistisch 106 Männer.
Das jährliche Durchschnittseinkommen eines Haushalts betrug 37.218 US-Dollar, das Durchschnittseinkommen einer Familie 42.823 USD. Männer hatten ein Durchschnittseinkommen von 32.635 USD, Frauen 23.645 USD. Das Prokopfeinkommen betrug 16.183 USD. 7,4 Prozent der Familien und 10,9 Prozent der Bevölkerung lebten unterhalb der Armutsgrenze.